# 카사 밀라

## 소개
카사밀라(Casa Milà)는 스페인 바르셀로나 중심에 위치한 안토니 가우디(Antoni Gaudí)의 마지막 주택 건축물이다. 1984년 유네스코 세계 문화 유산으로 지정되었으며, 물결치는 듯한 백색의 파사드와 해초를 닮은 철제 발코니 난간이 특징이다. 특히, 루프탑에서는 초현실적인 독특한 굴뚝과 환기탑 등의 구조물들을 감상할 수 있어 많은 사람들이 찾는 명소다. KBS 1TV의 《걸어서 세계속으로》 또는 EBS 1TV의 《세계테마기행》에서도 해당 장소를 소개시킨 적이 있었다.

## 역사
카사밀라는 바르셀로나 현지인들에게 라페드레라(La Pedrera)로 불리기도 하는데, 이는 ‘채석장’이라는 뜻의 카탈루냐어에서 유래되었다. 페라 밀라(Pere Milà i Camps)와 로제 세지몬(Roser Segimon i Artells) 부부가 가우디에게 의뢰해 1906년부터 1912년까지 바르셀로나 에이샴플레(Eixample) 지역의 그라시아 거리(Passeig de Gràcia) 92번지에 건설되었다.[1]
가우디는 카사밀라 건축 과정에서 조셉 마리아 주졸(Josep Maria Jujol), 도메네크 수그라녜스(Domènec Sugrañes), 프란세스크 킨타나(Francesc Quintana), 자우마 바요(Jaume Bayó), 조안 루비오(Joan Rubió), 엔리크 니에토(Enric Nieto), 조셉 카날레타(Josep Canaleta) 등의 제자들과 협업했다. 또한, 카사 바트요에서 함께했던 건축가 조셉 바요 이 폰트(Josep Bayó i Font)와도 함께 작업했다.[1]
1984년에 유네스코 세계 문화 유산으로 먼저 지정된 세 개의 가우디 건축물 중 하나로, 1987년 대중에게 개방된 이후 누적 방문객 수가 2,000만 명을 돌파했으며, 연간 약 100만 명이 찾는 바르셀로나에서 가장 많이 방문하는 10대 명소 중 하나로 자리 잡았다. 2016년에는 120만 명이 방문해 스페인에서 여덟 번째로 많이 방문한 건축물이 되었다.[2]
2013년 이후, 카사밀라는 ‘카탈루냐-라페드레라 재단(Fundació Catalunya-La Pedrera)’ 소유가 되었으며, 현재 전시회, 문화 행사, 관광 프로그램 운영 등을 담당하고 있다.

## 특징
카사밀라는 가우디 예술의 절정기를 반영하는 건축물이다. 가우디가 설계한 모더니즘 양식의 작품으로, 20세기 초반 그의 자연주의(Naturalista) 시기에 속한다. 이 시기, 가우디는 자연에서 영감을 얻은 유기적 형태를 건축에 접목하며, 기하학적 분석을 기반으로 한 새로운 구조적 해결책을 고안했다.
그의 건축은 고전적인 합리주의적 원칙에서 벗어나, 자유로운 창조성과 상상력 넘치는 장식 기법을 보여준다. 작품은 바로크적 요소를 바탕으로 하면서도, 구조적으로 풍부한 형태와 볼륨감을 갖추고 있으며, 고전주의적 경직성에서 완전히 탈피한 것이 특징이다.[1]
[1]  Bergós i Massó, 1999, p. 60.
[1]  Bassegoda i Nonell, 2002, p. 197.
[2]  Sevilla, Diario de. «La Alhambra capta el 11% de las visitas a los grandes monumentos y museos nacionales». Diario de Sevilla. 2017년 10월 14일 조회.
[1]  Crippa, 2007, p. 71